# Intermediäres System
Der Begriff des Intermediären Systems bzw. der Intermediären Strukturen kommt vorwiegend im politisch-soziologischen Kontext zur Anwendung und charakterisiert die zwischen der politisch interessierten Bevölkerung auf der einen Seite und dem eigentlichen Regierungssystem auf der anderen Seite zwischengeschalteten Organisationsformen. 
Intermediäre Strukturen dienen generell der Vermittlung zwischen Bürger und Politik und übernehmen daher eine wichtige Rolle zur Transformation politischer Inhalte und Entscheidungen zwischen der gesellschaftlichen und der politischen Ebene. 
Zum Intermediären System zählen neben den klassischen Transformatoren der Parteien, Verbände und Vereine aller Art unter anderem auch religiöse Vereinigungen, NGOs, Soziale Bewegungen sowie Bürgerinitiativen. Auch die Massenmedien können als intermediäre Strukturen verstanden werden.